# Sisu (begrip)

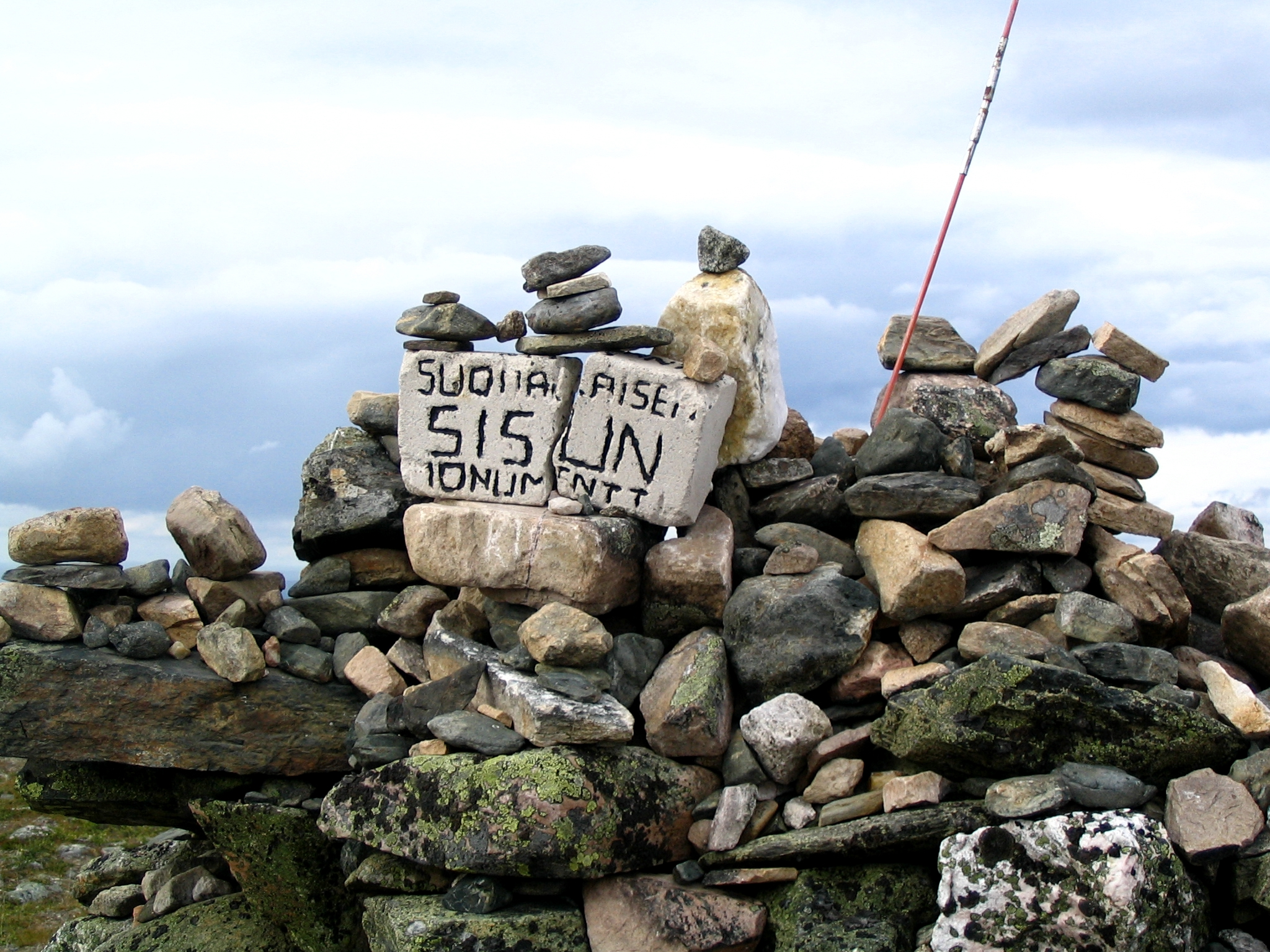
Een sisu-monument op een Finse berg

Sisu is een Fins begrip dat zoiets betekent als 'doorzettingsvermogen, volharding, een ijzeren wil om een bepaalde, vaak langdurige taak te voltooien'.
Het woord sisu is etymologisch verwant met onder andere sisus ('kern') en sisällä ('binnen'). Sisu kan dus gezien worden als iets wat uit het binnenste komt, en is daarmee de tegenpool van bravoure en roekeloosheid, begrippen die meer voor uiterlijk vertoon staan. Sisu kan zowel een positieve als een negatieve connotatie hebben. Zo bestaat de term paha sisu ('slechte sisu'), 'kwaadwillendheid', 'onverbeterlijkheid'. De positieve connotatie is echter toch veel kenmerkender. 

## Sisu en de Finse identiteit
Sisu is een zeer belangrijk onderdeel van de nationale identiteit van Finland. De Finse uitdrukking Sisu, Sauna & Sibelius plaatst het begrip op dezelfde hoogte met andere Finse iconen. Het feit dat het woord niet een letterlijke tegenhanger in grotere talen als het Engels en het Zweeds kent, zegt ook iets over het bijzondere karakter ervan. Sisu is pas relatief laat een bekend begrip geworden. Tijdens de eeuwenlange overheersing door de Zweden bestond er amper zoiets als een Finse identiteit. Deze identiteit begon langzaam te groeien na 1880, toen het Grootvorstendom Finland ingelijfd was bij het Russische Keizerrijk. Na de onafhankelijkheid in 1918 en de daaropvolgende burgeroorlog zou het tot 1939 duren voordat het Finse volk weer zo zwaar op de proef werd gesteld. In de Winteroorlog moesten de Finnen het opnemen tegen de Sovjet-Unie, die, ondanks een overmacht aan troepen en materieel, maar liefst vier maanden nodig had om een relatief smalle strook van tientallen kilometers op de Finnen te veroveren. Dat de Finnen zo lang tegenwicht konden bieden, wordt onder andere wel toegeschreven aan hun sisu, hoewel er ook op gewezen is dat de Russen hun campagne slecht voorbereid en uitgevoerd hadden. In een tweede aanval met een gewijzigde tactiek dwongen ze Finland in twee maanden alsnog tot een verdrag dat door Rusland gedicteerd was.

## De antropologische benadering
Er is niet wetenschappelijk aangetoond dat Finnen een bovengemiddeld doorzettingsvermogen of volharding zouden hebben. Antropologen wijzen er wel op dat een volk dat in een koud en noordelijk gelegen gebied woont en eeuwenlang militair door landen met afwijkende talen en culturen gedomineerd is, vaker dan gemiddeld op de proef wordt gesteld en daartoe de nodige sisu heeft opgebouwd. Deze theorie wordt ondersteund door het feit de Tsjoektsjen, een Inuït-stam uit Rusland, in grofweg vergelijkbare omstandigheden hebben geleefd en ook een eigen begrip voor sisu kennen.

## Sisu in het huidige taalgebruik
- De doorgaans gunstige connotatie maakt het een dankbaar woord voor marketeers. In het bedrijfsleven wordt de term sisu dan ook gebruikt voor zaken die geacht worden lang mee te gaan; zo is er een vrachtwagenmerk Sisu, een merk dieselmotoren met die naam, een ijsbreker, en een sauna.
- Ook is er een atletiekvereniging in Almelo (Overijssel) met Sisu in de naam (AAV Sisu).
- In de Engelse taal wordt het woord sisu nog gebruikt in de 'Upper Peninsula' van de Amerikaanse staat Michigan, een gebied waar veel Amerikanen van Finse afkomst wonen. De oorspronkelijke betekenis van het woord is daar evenwel enigszins op de achtergrond geraakt; zo kan het ook duiden op zelfvertrouwen, kracht.
- De Franse tak van het Belgische Rode Kruis gebruikt de naam Sisu voor zijn Dienst Psychosociaal Voorzorg (Service d'Intervention Psychosociale Urgente) die ongedeerd slachtoffers van rampen en ongeval ondersteunt met de psychologische gevolgen van de schok.

- Nationale Bibliotheek van Tsjechië: ph1012949